# Johann Adolf von Wagenfeldt
Johann Adolf von Wagenfeldt (auch Johann Adolph von Wagenfeld; * 1703; † 17. Oktober 1750 in Danzig) war preußischer Hofgerichtsrat und Resident in Danzig.

## Leben
Johann Adolf von Wagenfeldt machte eine juristische Ausbildung. Spätestens seit 1735 schrieb er Berichte (Depeschen) für die preußische Administration aus Danzig, unter anderem über den dort residierenden Herzog von Kurland Friedrich Kettler. Seit 1740 war Wagenfeldt offizieller Vertreter des Königreichs Preußen (Resident) in Danzig (das damals zu Sachsen-Polen gehörte).
Johann Adolf von Wagenfeldt war seit 1740 mit Anna Euphrosyne, einer Tochter des Komponisten Maximilian Dietrich Freislich und Witwe des Danziger Kaufmanns Martin Christian Lindenow, verheiratet. Söhne waren
- Ernst Philipp von Wagenfeld (1741–1814), preußischer Generalmajor
- Heinrich Adolf von Wagenfeld (1747–1809), Großkaufmann und Konsul der Niederlande in Danzig